# American Copper Buildings
Los American Copper Buildings (originalmente conocidos como 626 First Avenue ) son un par de rascacielos residenciales de lujo en el vecindario Murray Hill de Manhattan en Nueva York (Estados Unidos). Fueron desarrollados por JDS Development y fueron diseñados por SHoP Architects con interiores de SHoP y K & Co. Los edificios son una de las principales colaboraciones entre JDS y SHoP; otros incluyen 111 West 57th Street, también en Manhattan, y 9 DeKalb Avenue en Brooklyn.

## Historia
El sitio que ocupan las dos torres fue originalmente un lote de 2,6 ha que albergaba una planta de energía Consolidated Edison. Cuando el lote era propiedad de Sheldon Solow, la planta fue arrasada y Solow pagó para que limpiaran el terreno. Más tarde vendió el terreno a JDS y Largo en 2013 por 172 millones de dólares. 
JDS y Largo obtuvieron un préstamo de Cornerstone Real Estate Advisors para comprar el terreno. Los planes de Solow para el sitio involucraban un complejo de siete torres y 4 mil millones de dólares diseñado por Skidmore, Owings & Merrill. 
Ese plan también habría incluido un parque y una escuela pública, así como un espacio público adyacente diseñado por el arquitecto estadounidense Richard Meier. Después de un ULURP, Solow cambió sus planes a una estructura de dos torres, que JDS siguió según la zonificación, aunque con un nuevo arquitecto. Los ejecutivos de JDS se sintieron atraídos por el lote en parte debido a la ubicación frente al mar y la proximidad a las Naciones Unidas y al Centro Médico Langone.
La construcción comenzó a mediados de 2014 y el revestimiento de cobre se comenzó a aplicar a mediados de 2015. Las torres oeste y este se coronaron a finales de 2015 y principios de 2016, respectivamente, y la instalación del pasadizo elevado comenzó en enero de 2016.
El nombre oficial de las torres, The American Copper Buildings, se publicó en abril de 2016 cuando la propiedad lanzó los esfuerzos iniciales de arrendamiento. En diciembre de 2016, el proyecto recibió una hipoteca de 500 millones de dólares de American International Group junto con un préstamo mezzanine de 160 millones de dólares de Apollo Global Management y SL Green Realty.
Las dos estructuras separadas se abrieron en fases para los inquilinos, con la apertura de American Copper West en abril de 2017 y American Copper East a fines de 2018. Un café llamado Hole in the Wall abrió en la base de la torre este en junio de 2019.

## Diseño y construcción

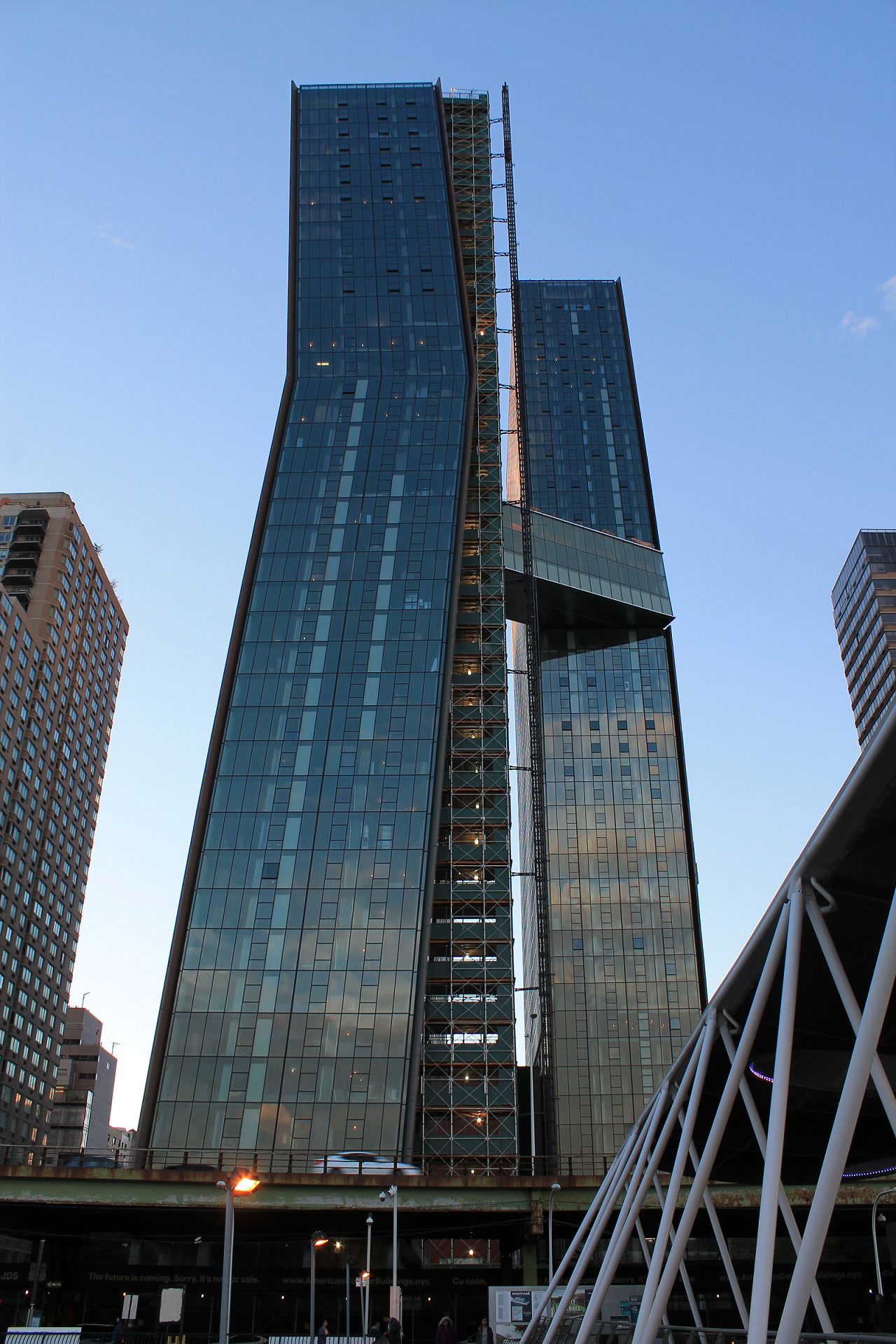
En construcción, 2016

Las fachadas norte y sur del edificio están revestidas de cobre, mientras que las este y oeste son de vidrio desde el piso piso hasta el techo. El diseño del conjunto busca dar la apariencia de que las torres bailan entre sí. Están conectadas por un puente de aproximadamente 91,5 m del suelo, tres niveles de altura. La torre oeste mide 164 m de altura y la este, 143 m.

### Fachada
El exterior de cobre se dejó como un material vivo para fomentar la oxidación, y las estructuras eventualmente cambiarán de color por completo, de un material brillante y brillante a un marrón más oscuro y finalmente a un verde. El arquitecto usó la fachada de cobre como textura y agregó variación al escalonar los paneles en patrones que emanan del puente elevado.

### Pasadizo elevado

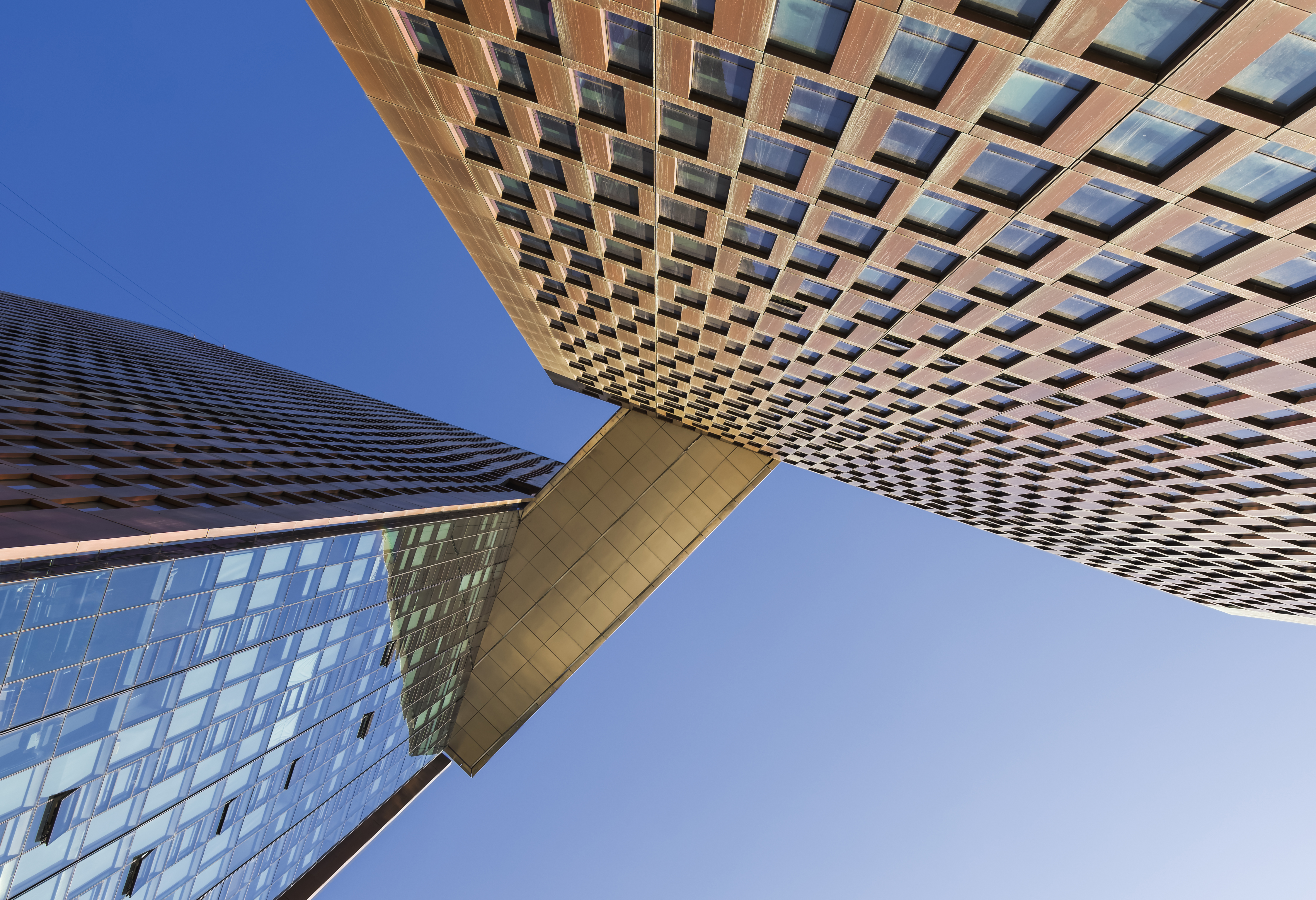
Vista desde abajo, pasadizo elevado de The American Copper Buildings, 2018

Las dos torres están conectadas por un pasadizo elevado de tres pisos en las plantas 27, 28 y 29, que incluye una parte de los 5574 m² de comodidades del proyecto, como una piscina de entrenamiento de 23 m y un salón para residentes. El puente elevado también incluye un piso mecánico utilizado por ambas torres para mayor eficiencia, creando espacio para la piscina y el salón de la azotea de la torre este.
Encima del puente elevado hay terrazas privadas al aire libre adjuntas a los apartamentos adyacentes. Según los desarrolladores, es el primer puente de este tipo construido en Manhattan en ochenta años.
La estructura del puente está compuesta por armaduras de acero que pesan hasta 421 000 libras. Con 30,5 m de largo, el puente elevado está decorado con vidrio que contiene una malla que reduce la ganancia solar y da la apariencia desde el exterior como un material opaco.
El puente elevado fue amueblado por la firma de diseño K & Co.

### Resiliencia
Mientras que la parcela de los edificios estuvo a la venta durante el huracán Sandy, la lluvia convirtió un pozo en el sitio en un "pequeño lago". Por lo tanto, los edificios se desarrollaron con precauciones contra inundaciones y condiciones climáticas extremas causadas por el cambio climático. 
En caso de pérdida de energía causada por una tormenta, hay cinco generadores de emergencia para alimentar los elevadores de ocho pasajeros y dos de carga de los edificios y para proporcionar energía a los refrigeradores de los inquilinos y a un solo tomacorriente en cada apartamento por un período de tiempo indefinido.
Las elecciones arquitectónicas también fueron informadas por posibles inundaciones. Las paredes del vestíbulo utilizan piedra en lugar de madera, y la cubierta de cobre de los edificios comienza aproximadamente a 6,1 m encima del suelo, evitando posibles daños por marea alta.

## Uso
Los edificios son residenciales e incluyen 761 unidades de alquiler. El veinte por ciento de las unidades en las dos torres se consideran asequibles, y el ochenta por ciento restante está disponible en el mercado.
Los edificios se dividen en 67 400 m² de espacio residencial, 8800 m² de servicios e instalaciones para los residentes, y un pequeño 380 m² complejo comercial en planta baja. Cada torre incluye su propio vestíbulo con techos de 7,6 m, iluminación personalizada y revestimiento de madera. Los apartamentos van desde estudios hasta tres dormitorios. 
Los acabados incluyen pisos de roble, artefactos de iluminación diseñados por el arquitecto, electrodomésticos Miele, encimeras de mármol y placas para salpicaduras en cocinas, y paredes de ducha con acento de mármol "cocodrilo".

### Comodidades
El puente que conecta las dos torres del desarrollo incluye una piscina, jacuzzi y un salón para residentes. El edificio incluye un gimnasio, una plaza ajardinada y otras comodidades. Una piscina al aire libre y un salón están en la parte superior de la torre este, con la parte superior de la torre oeste reservada para el espacio mecánico.

## Recepción y premios
El proyecto ha sido elogiado por los críticos de arquitectura por alejarse de todo diseño de vidrio para adoptar la textura, la profundidad y el carácter.
- Best Tall Building – Americas, 2018, Council for Tall Buildings and Urban Habitat Tall Buildings Awards.[27]

- ASLA-NY 2019 Awards for the First Avenue Water Plaza, category General Landscape Architecture Design, to SCAPE Landscape Architecture.[28]